# Faddeeva-Funktion

Die Faddeeva-Funktion in der komplexen Zahlenebene

Die Faddeeva-Funktion (auch Kramp-Funktion oder relativistische Plasma-Dispersions-Funktion) ist eine skalierte komplexe komplementäre Fehlerfunktion,
{\displaystyle w(z):=e^{-z^{2}}\operatorname {erfc} (-iz)=e^{-z^{2}}\left(1+{\frac {2i}{\sqrt {\pi }}}\int _{0}^{z}e^{t^{2}}{\text{d}}t\right).}
Sie ist verwandt mit den Fresnel-Integralen, den Dawson-Integralen und dem Voigt-Profil. Die Funktion ist nach Wera Nikolajewna Faddejewa benannt.

## Eigenschaften

### Real- und Imaginärteil
Für genauere Betrachtungen lässt sich {\displaystyle w\left(z\right)} mit {\displaystyle z=x+iy} wie folgt zerlegen:
{\displaystyle w(z)=V\left(x,y\right)+iL\left(x,y\right)},
{\displaystyle V} und {\displaystyle L} stellen hierbei die reale und imaginäre Voigt-Funktion dar, da es sich bei {\displaystyle V(x,y)} bis auf Vorfaktoren um das Voigt-Profil handelt.

### Integraldarstellung
Die Faddeeva-Funktion besitzt die Integraldarstellung
{\displaystyle w(z)={\frac {i}{\pi }}\int _{-\infty }^{\infty }{\frac {e^{-t^{2}}}{z-t}}\,\mathrm {d} t\qquad \Im \left(z\right)>0}
sprich sie ist die Konvolution einer Gauß-Funktion und einer einfachen Polstelle.

Die reale und imaginäre Voigt-Funktion lassen sich in ähnlicher Weise darstellen:
{\displaystyle V\left(x,y\right)={\frac {y}{\pi }}\int _{-\infty }^{\infty }{\frac {e^{-t^{2}}}{\left(x-t\right)^{2}+y^{2}}}\,\mathrm {d} t}
{\displaystyle L\left(x,y\right)={\frac {1}{\pi }}\int _{-\infty }^{\infty }{\frac {\left(x-t\right)\ \cdot \ e^{-t^{2}}}{\left(x-t\right)^{2}+y^{2}}}\,\mathrm {d} t}

### Verhalten bei Vorzeichenumkehr
Bei einer Vorzeichenumkehr von {\displaystyle z} kann bei Berechnungen auf die folgenden Zusammenhänge zurückgegriffen werden:
{\displaystyle w(-z)=2e^{-z^{2}}-w(z)}
sowie
{\displaystyle w(-z)={\overline {w\left({\overline {z}}\right)}}}
{\displaystyle {\overline {z}}} ist die Konjugation von {\displaystyle z}.

### Ableitung
In manchen Anwendungen muss nicht nur die Faddeeva-Funktion selbst, sondern auch ihre Ableitungen berechnet werden, beispielsweise bei der Nichtlinearen Regression in der Spektroskopie.
Ihre analytische Ableitung lautet:
{\displaystyle {\frac {dw\left(z\right)}{dz}}={\frac {2i}{\sqrt {\pi }}}-2\cdot z\cdot w\left(z\right)}
Dieser Ausdruck kann auch herangezogen werden, um die Änderungen im Real- und Imaginärteil der Faddeeva-Funktion {\displaystyle \Re \left(w\left(z\right)\right)=\Re _{w}} und {\displaystyle \Im \left(w\left(z\right)\right)=\Im _{w}} nachzuvollziehen. Im Prinzip muss dafür das Produkt {\displaystyle z\cdot w\left(z\right)} eingehender betrachtet werden. Mit der obigen Definition des Arguments {\displaystyle z=x+iy}, kann die Ableitung auch die in ihre partiellen Ableitungen nach {\displaystyle x} und {\displaystyle y} zerlegt werden:
{\displaystyle {\frac {d\Re _{w}}{dx}}=2\cdot \left(y\cdot \Im _{w}-x\cdot \Re _{w}\right)={\frac {d\Im _{w}}{dy}}}
{\displaystyle {\frac {d\Re _{w}}{dy}}=-2\cdot \left({\frac {1}{\sqrt {\pi }}}-x\cdot \Im _{w}-y\cdot \Re _{w}\right)=-{\frac {d\Im _{w}}{dx}}}
{\displaystyle {\frac {d\Im _{w}}{dx}}=2\cdot \left({\frac {1}{\sqrt {\pi }}}-x\cdot \Im _{w}-y\cdot \Re _{w}\right)=-{\frac {d\Re _{w}}{dy}}}
{\displaystyle {\frac {d\Im _{w}}{dy}}=2\cdot \left(y\cdot \Im _{w}-x\cdot \Re _{w}\right)={\frac {d\Re _{w}}{dx}}}

## Beziehungen zu anderen Funktionen

### Dawsonsche Funktion
Es gilt folgende Beziehung zur Dawsonschen Funktion {\displaystyle D_{+}(x)}
{\displaystyle w(x)=e^{-x^{2}}\operatorname {erfc} (-ix)=e^{-x^{2}}+{\frac {2i}{\sqrt {\pi }}}D_{+}(x).}

### Komplementäre Fehlerfunktion
Für rein imaginäre Argumente {\displaystyle iy} entspricht die Faddeeva-Funktion der skalierten Komplementären Fehlerfunktion {\displaystyle erfcx}
{\displaystyle w(iy)=\mathrm {erfcx} (y)=e^{y^{2}}\mathrm {erfc} (y)},
mit der Komplementären Fehlerfunktion {\displaystyle erfc}.

## Geschichte
Die Funktion wurde 1954 von Wera Faddejewa und Terentjew tabuliert. Sie erscheint als namenlose Funktion {\displaystyle w(z)} im Standardwerk von Abramowitz-Stegun (1964), Formel 7.1.3. Der Name Faddeeva function wurde anscheinend 1990 von Poppe und Wijers eingeführt.

## Implementierungen
Steven G. Johnson hat eine Implementierung als freie und offene Software veröffentlicht, die auf einer Kombination der Algorithmen 680 und 916 beruht. Sie liegt der Funktion scipy.special.wofz in der Python-Bibliothek SciPy zugrunde, und sie ist auch in Form einer C-Bibliothek libcerf verfügbar.

Für Matlab existiert eine öffentlich einsehbare Implementierung, die auf einer Approximation durch Fourierreihen sowie einer unendlichen Bruchdarstellung basiert.